# Liberal (Missouri)
Pour les articles homonymes, voir Liberal.
Liberal est une ville du comté de Barton, dans le Missouri, aux États-Unis,. Située au sud-est du comté, elle est incorporée en 1882.

## Démographie
Lors du recensement de 2010, la ville comptait une population de 759 habitants. Elle est estimée, en 2016, à 724 habitants.

## Source de la traduction
- (en) Cet article est partiellement ou en totalité issu de l’article de Wikipédia en anglais intitulé « Liberal, Missouri » (voir la liste des auteurs).